# Dora Pešková
Dora Pešková (* 15. Dezember 1921 in Karlsbad/Tschechoslowakei; † 8. November 2020) war eine Holocaust-Überlebende. Sie wurde in Terezín (Theresienstadt), Oświęcim (Auschwitz) und Bergen-Belsen interniert. Bis zu ihrem Tod im November 2020 lebte sie im Jüdischen Altenheim in Prag-Hagibor.

## Kindheit
Dora Pešková, geborene Steinová, kam am 15. Dezember 1921 als ältere von zwei Töchtern einer jüdischen Familie in Karlsbad zur Welt. Ihr jüngerer Bruder Wolfgang starb mit zweieinhalb Jahren an Diphtherie. Zuhause wurde Deutsch gesprochen, und Pešková besuchte deutschsprachige Schulen: zuerst die Hauptschule und später das Gymnasium von Karlsbad. Peškovás Eltern erzogen sie nicht jüdisch-orthodox. Dennoch besuchte ihre Familie die örtliche Synagoge, die Pešková als „herrlich“ beschreibt, und man hielt die Feiertage ein. Wenn möglich, ließ ihr Vater sein Schuhgeschäft samstags geschlossen; dies war später aus wirtschaftlichen Gründen jedoch nicht mehr möglich. Peškovás Mutter war Hausfrau.
Die Wirtschaftskrise der 1930er-Jahre prägte die finanzielle Situation der Familie. Auf einen weiteren Faktor, der diese Branche damals belastete, weist Pešková in einem Interview in der Zeitschrift „Pamět’ a dějiny“ hin: „Schuhe hielten damals etwas aus, wenn man ein Paar kaufte, hielten sie wenigstens drei Jahre. Nicht wie jetzt zwei Monate.“ Mit Antisemitismus sah sich Pešková schon in der Volksschule konfrontiert; ihr Lehrer benotete sie aufgrund ihrer Herkunft schlechter.

## Leben in der Tschechoslowakei
Im Juni 1938 wurden im Protektorat Böhmen und Mähren die Nürnberger Gesetze eingeführt. „Sie nahmen uns alles weg, es fing mit Fahrrädern, Musikgeräten usw. an. Wir durften den Gehweg nicht benutzen, in der Straßenbahn durften wir nur auf der hinteren Plattform stehen. Wir durften nicht in Parkanlagen, Theater, überhaupt durften wir nun nirgendwohin.“ Im September 1938 flüchtete die Familie aufgrund der Okkupation des Sudetenlandes durch die Nationalsozialisten in das Innere des Landes, bis sie sich zuletzt in Prag niederließen und von Hilfsförderungen der jüdischen Gemeinde lebten. Pešková beteiligte sich an landwirtschaftlichen Vorbereitungskursen für die Auswanderung junger Zionisten nach Palästina, unterrichtete Englisch und arbeitete als Helferin im Haushalt. In Prag lernte sie ihren zukünftigen Ehemann Egon Pick (Pešek) kennen.
Mit dem Einmarsch der Nazis in Prag verschlechterte sich die Situation der Familie tagtäglich. Die Nazis deportierten Peškovás Eltern und ihre Schwester Gita  im Juli 1942 nach Terezín. Dora Pešková blieb zu dieser Zeit noch in Prag, da sie im Gegensatz zu ihrer Schwester schon über 18 Jahre alt war und aus diesem Grund arbeiten musste.

## Ghetto Terezín und Auschwitz
Am 4. September 1942 verschleppten die NS-Schergen Dora Pešková ins Ghetto Terezín. Den Transport begleiteten SS-Männer sowie die jüdische Ghettowache. Unter diesen erkannte Dora Pešková einen ehemaligen Freund aus Prag. Der Zug hätte Pešková nach Polen gebracht, ihrem Freund gelang es jedoch sie nach  Terezín zu schicken, was sich als lebensrettend herausstellte.
Von Theresienstadt deportierte man am 18. Dezember 1943 die gesamte Familie nach  Auschwitz-Birkenau. Dora erkrankte an Typhus und an einer Lungenentzündung. „Nein, wir wussten nichts. Manche haben es vielleicht geahnt. Sie sagten zu uns, wir fahren arbeiten.“
Als ihr Vater begriff, was vor sich ging, nahm er seine zwei Töchter zur Seite und erklärte: „Das überleben wir nicht, das ist ein Konzentrationslager. Jetzt müsst nur ihr beide zusammenhalten!“
Dora Pešková trug drei Mal täglich Essen in Bierfässern zu den verschiedenen Blöcken im Konzentrationslager. Die Fässer wurden mit Haken und Gurt geschleppt. „Ein Fass Bier, vielleicht ein Hektoliter, dort drinnen die so genannte Suppe, oder der so genannte Tee oder Kaffee [...] In der Früh schwarzes Wasser, zu Mittag rostiges Wasser und am Abend wieder schwarzes Wasser. Das war das Essen.“
Als Belohnung für die verrichtete Arbeit bekam man eine zusätzliche Suppe. Der schlechte Zustand ihres Vaters veranlasste Dora Pešková, die  Extra-Suppe ihrer Schwester zu geben. Da ihr Vater keine Suppe mehr essen konnte, tauschte ihre Schwester wiederum die Suppe gegen Zuckerwürfel ein. Auf diese Weise gelang es den Töchtern zwei Monate lang, ihren Vater am Leben zu halten. Letztendlich erkrankte Dora Pešková und brach zusammen. Sie hatte Glück, man brachte sie in den Krankenflügel. Ab einem gewissen Zeitpunkt wurde sie jedoch nicht mehr betreut, da ihr gesundheitlicher Zustand aussichtslos schien. Wie durch ein Wunder wurde sie aber wieder gesund. Nachdem Pešková wieder Kräfte gesammelt hatte, schickte man sie zur Selektion: Die linke Seite  führte in den Tod, die rechte bedeutete Arbeit. Eine tschechoslowakische Ärztin assistierte dem für die Selektion verantwortlichen Arzt Josef Mengele. Diese fragte Pešková, was passiert sei, denn ihre Füße waren noch stark geschwollen. Die Ärztin riet Pešková, Josef Mengele auf Deutsch zu sagen, dass sie aus dem Bett gefallen sei, sich den Fuß verrenkt hätte und dass in zwei bis drei Tagen wieder alles gut sei. So schickte Josef Mengele Pešková auf die rechte Seite, was ihr das Überleben sicherte.
Später wurde Pešková mit ihrer Schwester Gita aus Auschwitz zur Arbeit nach Hamburg und später ins Lager Bergen-Belsen verlegt, wo sie und ihre Schwester im April 1945 die Befreiung erwarteten. Als Pešková nach Prag zurückkam, wog sie 35 Kilogramm – und das nach zweieinhalb Monaten Pflege im Krankenhaus. Ihre Eltern wurden in Auschwitz ermordet.

## Leben nach dem Krieg
Im Juli 1945 kamen Pešková und ihre Schwester zurück nach Prag. Später zog Pešková wieder nach Karlsbad. Da sie kein nationales Zuverlässigkeitszertifikat bekam, konnte sie nicht Medizin studieren. Nach dem Krieg traf sie sich mit ihrem Verlobten Kurt Egon Pick (Pešek) wieder, der ebenfalls Terezín und Auschwitz überlebt hatte. Danach lebte sie in Pardubice, wo ihr Mann seine Lebkuchenfabrik restituiert bekam. Diese wurde allerdings im Jahr 1948 verstaatlicht. Dora Pešková lebte seit 2008 im Jüdischen Altenheim in Prag-Hagibor. Dort wurde sie von Österreichischen Gedenkdienern betreut.